# Chthamalus montagui
Chthamalus montagui är en kräftdjursart som beskrevs av Southward 1976. Chthamalus montagui ingår i släktet Chthamalus och familjen Chthamalidae. Inga underarter finns listade i Catalogue of Life.

## Bildgalleri

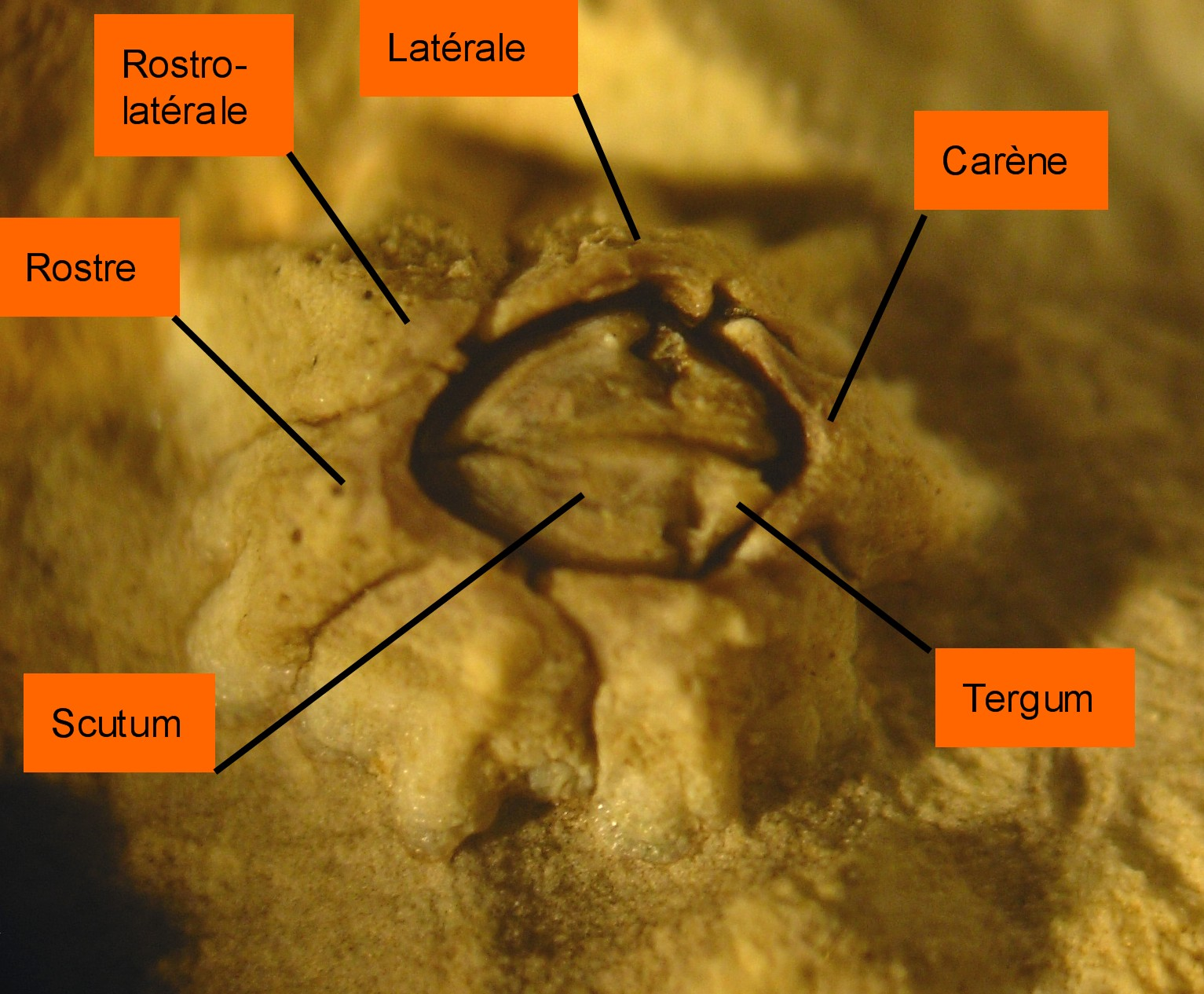
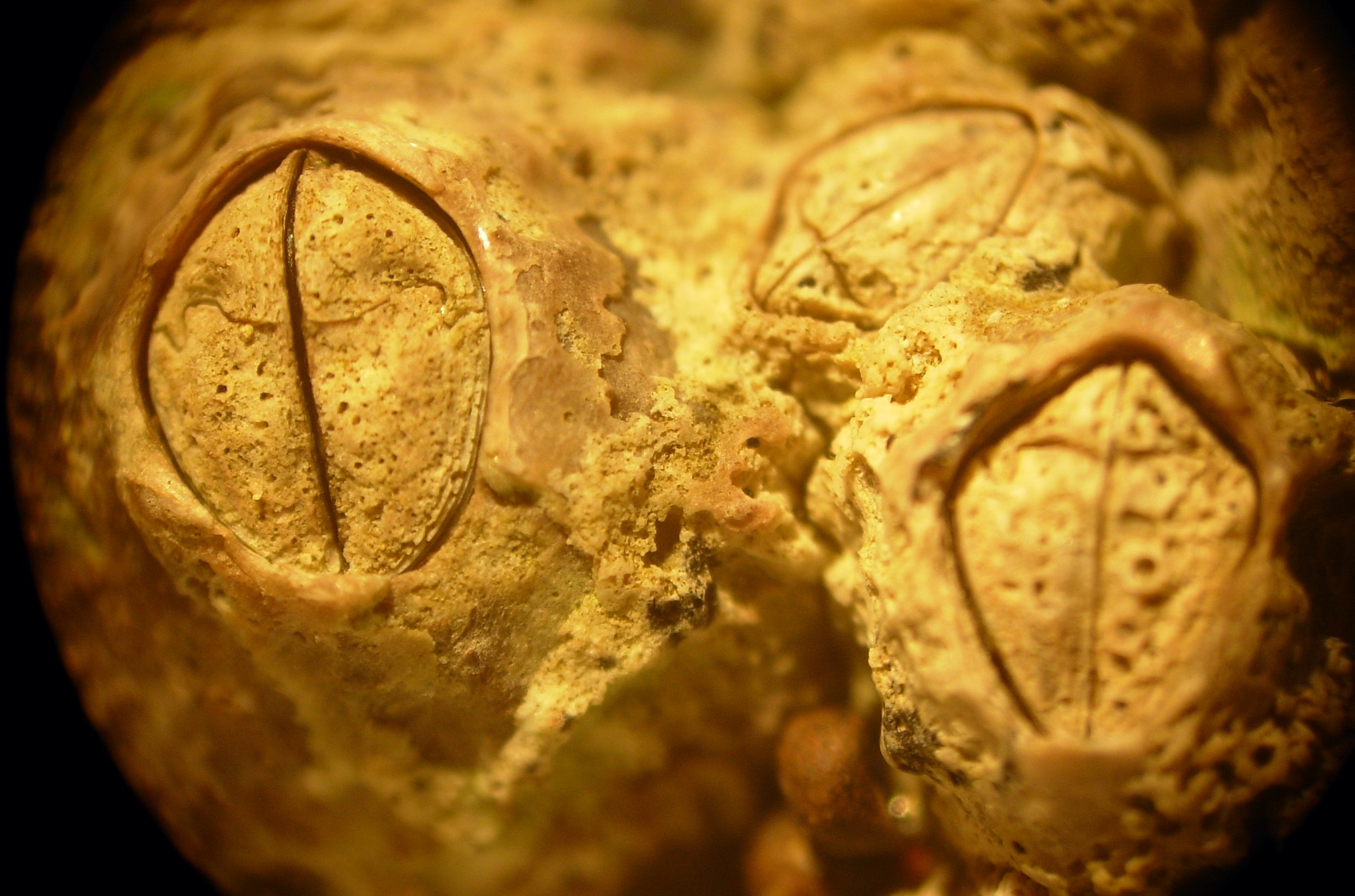
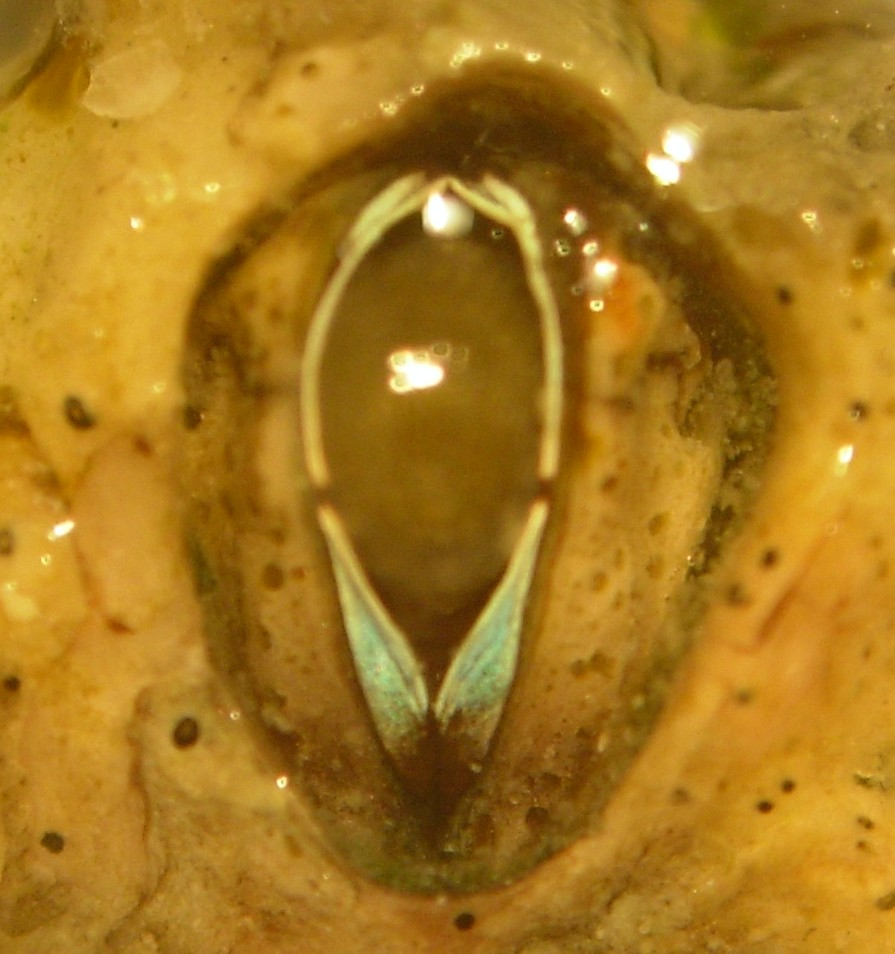
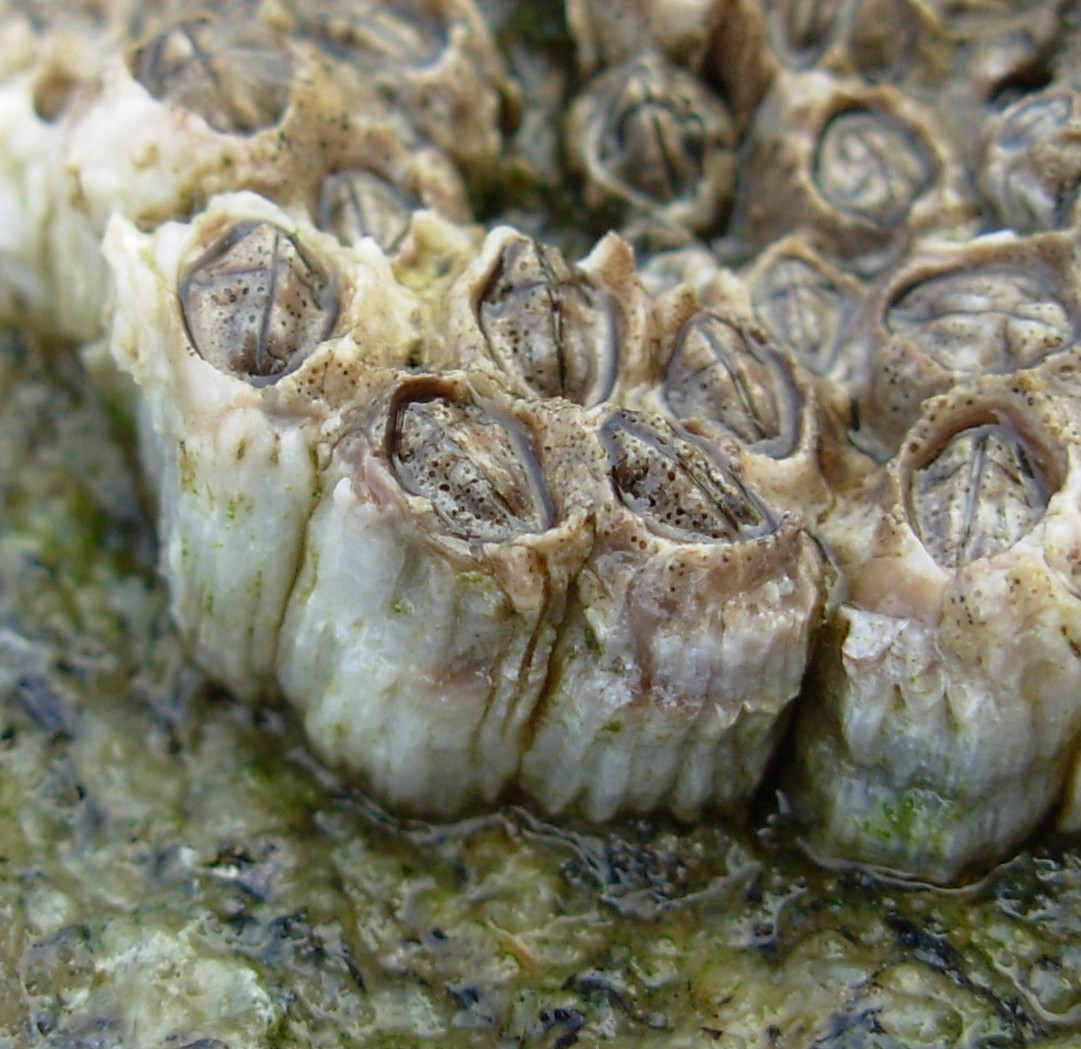